# Маркус Елієзер Блох
Ма́ркус Е́лієзер Блох (нім. Marcus Élieser Bloch; 1723, м. Ансбах, Німеччина — 1799, м. Карлсбад) — німецький лікар та природознавець, відомий іхтіолог XVIII століття.

## Життєпис
Блох народився в м. Ансбах (Німеччина) в 1723 році. Його єврейська родина, будучи дуже бідною, ледве спромоглася дати йому елементарну освіту. Таким чином, коли Блох подорослішав, він був майже неписьменним і до дев'ятнадцяти років навіть не вмів ні рахувати, ні читати німецькою. Однак деякі знання івриту та рабинської літератури дали йому змогу отримати посаду вчителя в будинку єврейського хірурга в Гамбурзі. Тут він добре вивчив німецьку, трохи опанував латину, а також поглибив знання анатомії. Науковий інтерес Блоха настільки зріс, що він, маючи підтримку деяких родичів, поїхав до Берліна, де з дивовижною запопадливістю присвятив себе вивченню всіх розділів науки про природу та медицини.

Здобувши 1747 року в м. Франкфурт-на-Одері вчений ступінь доктора медицини, Блох оселяється в Берліні, де зарекомендовує себе як лікар. Тут він збирає цінну колекцію об'єктів живої природи та бібліотеку. Помер 1799 року в Карлсбаді.
На честь вченого свою видову назву дістав сомик Corydoras blochi.

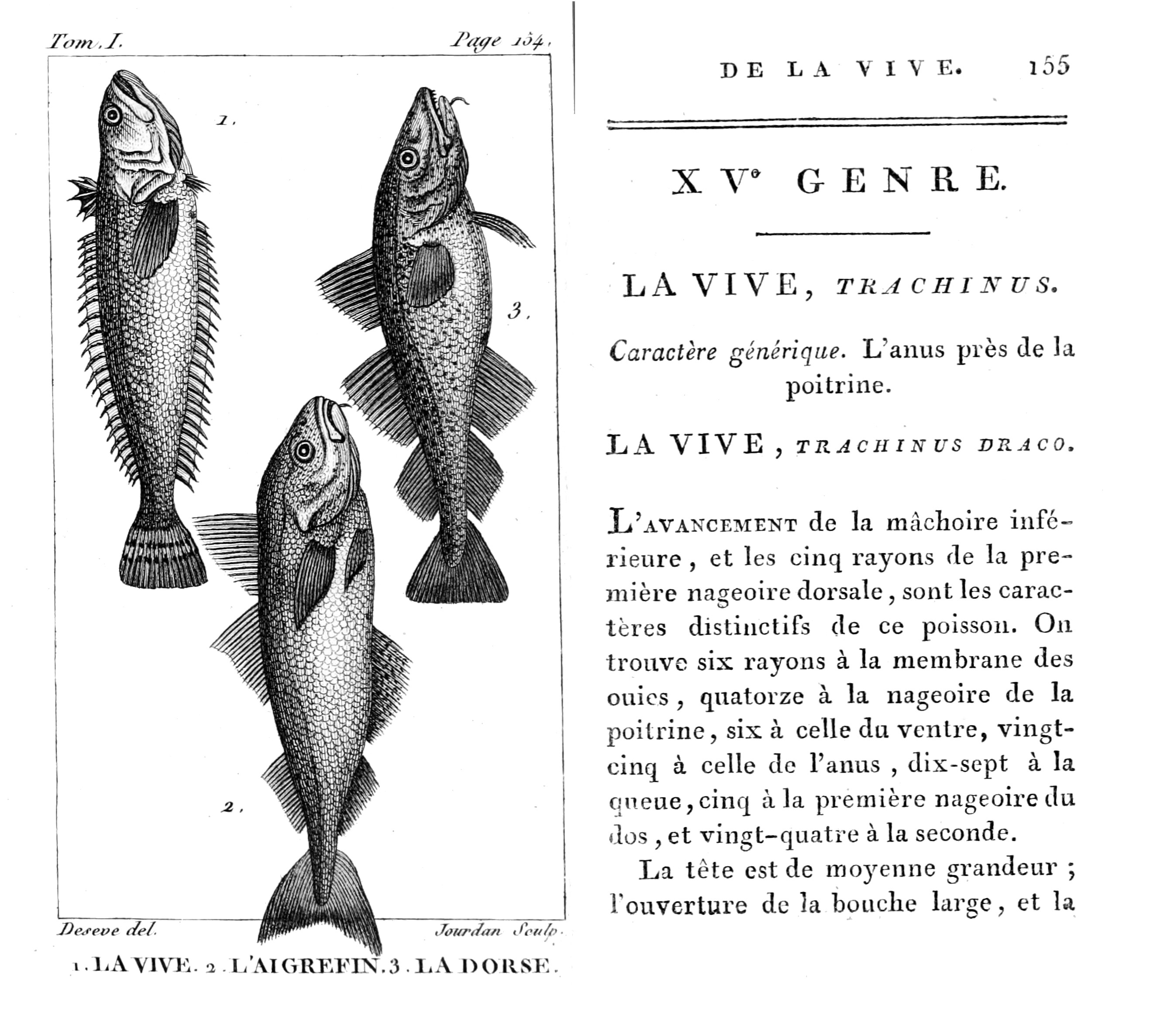
Фрагмент сторінки з франкомовного видання роботи Блоха з іхтіології

## Наукова спадщина

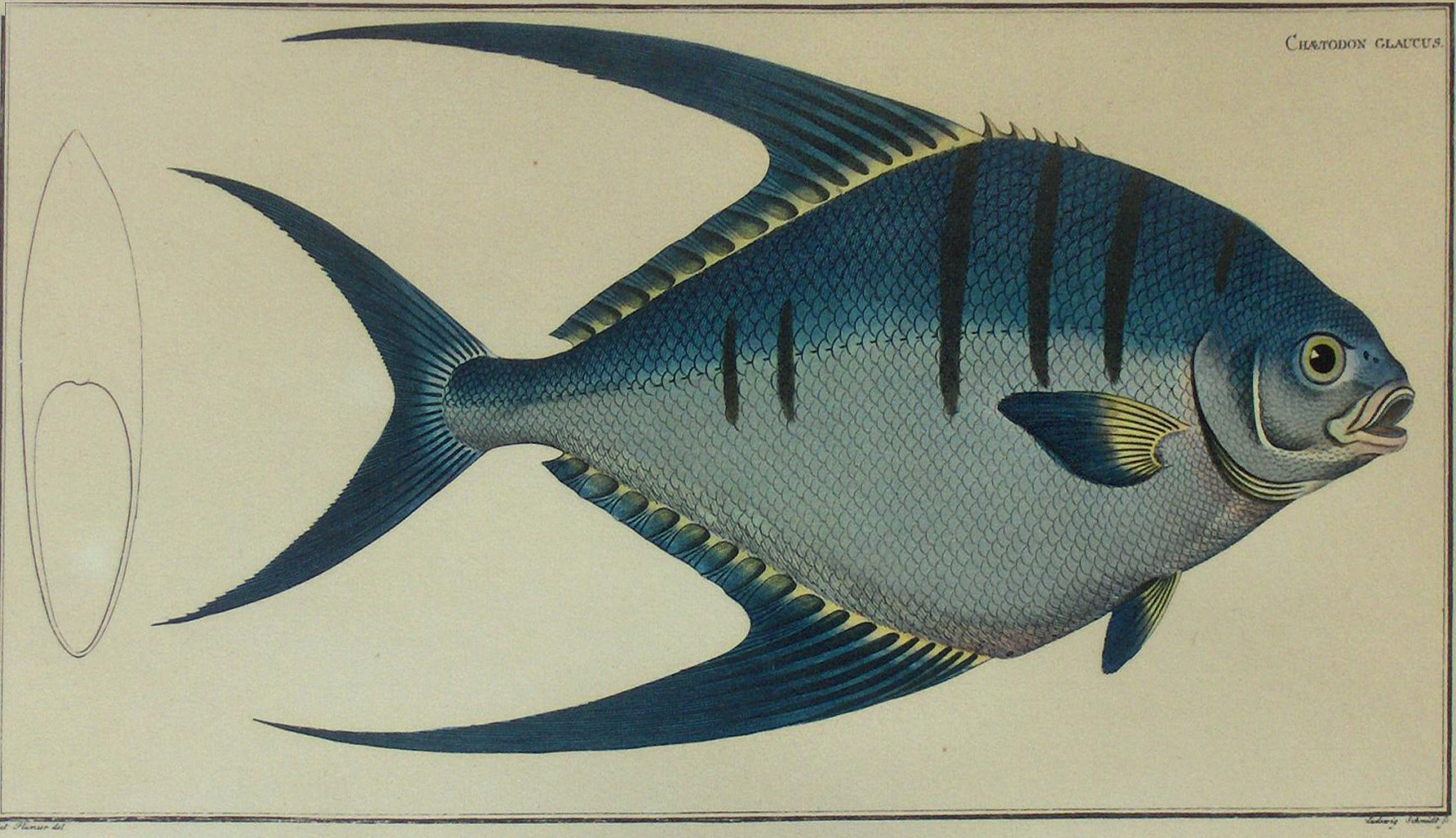
Одна з ілюстрацій

Блох відомий передовсім за його значний внесок у розвиток іхтіології. У період між 1782 та 1795 роками він публікує докладну дванадцятитомну працю про риб «Allgemeine Naturgeschichte der Fische», яка містила кольорові ілюстрації високої якості та досі не втратила свого значення для науки. Перші три томи (об'єднані під спільним заголовком «Oeconomische Naturgeschichte der Fische Deutschlands») цього видання містять описи риб, поширених у Німеччині. Решта томів (під назвою «Naturgeschichte der ausländischen Fische») подає описи риб з інших частин світу.